# Isostola albiplaga
Isostola albiplaga là một loài bướm đêm thuộc phân họ Arctiinae, họ Erebidae.